# 7420 Buffon
A 7420 Buffon (ideiglenes jelöléssel 1991 RP11) a Naprendszer kisbolygóövében található aszteroida. Eric Walter Elst fedezte fel 1991. szeptember 4-én.